# Richard Lundin
Charles Richard ”Bas-Lulle” Lundin, född 3 september 1859 i Göteborg, Göteborgs och Bohus län, död 19 mars 1933 i Täby församling, Stockholms län, var en svensk skådespelare och operettsångare (bas).

## Biografi
Lundin scendebuterade 1885 hos Frans Ferdinand Novander i Norrköping. Han fick därefter engagemang hos Bjarne Lund 1885–1888, som stipendiat på Stockholmsoperan 1888–1889, vid Vasateatern 1889–1893, hos Emil Strömberg 1893–1894, hos Hjalmar Selander 1894–1896, vid Eldorado i Kristiania 1896–1898, Oscar Lombergs sällskap 1898–1899, som konsertsångare 1899–1900, hos Emil Lindén 1900–1901 och hos Albert Ranft 1901–1904 och 1910–1912. Han hade efter 1904 tidvis ett eget sällskap och var även engagerad hos Axel Lindblad och Anton Salmson. Efter ett engagemang i Finland hos Ellen Rosengren 1913–1914 lämnade han teaterscenen.
Han gifte sig första gången 1901 med Anna Lisa Josefsson och andra gången 1929 med Alfrida Nilsson.

## Filmografi
- 1929 – Hjärtats triumf
- 1920 – Mästerman
- 1920 – Kärlek och björnjakt
- 1920 – Familjens traditioner

## Teater

### Roller i urval
| År   | Roll                    | Produktion                                                                      | Regi       | Teater        |
| ---- | ----------------------- | ------------------------------------------------------------------------------- | ---------- | ------------- |
| 1889 | Lord Littlepole, amiral | Kapten Fracassa Rudolf Dellinger, Richard Genée och Friedrich Zell              |            | Vasateatern   |
| 1889 | Campistrel              | Vackra tvätterskan Jacques Offenbach, Ernest Blum, Edouard Blau och Raoul Toché |            | Vasateatern   |
| 1889 | Montlandry              | Lille hertigen Henri Meilhac och Ludovic Halévy                                 |            | Vasateatern   |
| 1901 | Veandoré                | Bellevilles mö Carl Millöcker, Richard Genée och Friedrich Zell                 | Axel Bosin | Södra Teatern |